# Collegio uninominale Marche - 04 (2017)
Il collegio elettorale uninominale Marche - 04 è stato un collegio elettorale uninominale della Repubblica Italiana per l'elezione della Camera tra il 2017 ed il 2022.

## Territorio
Come previsto dalla legge elettorale italiana del 2017, il collegio era stato definito tramite decreto legislativo all'interno della circoscrizione Marche.
Era formato dal territorio di 29 comuni: Agugliano, Ancona, Arcevia, Belvedere Ostrense, Camerano, Camerata Picena, Castelbellino, Castelplanio, Cerreto d'Esi, Cupramontana, Fabriano, Genga, Jesi, Maiolati Spontini, Mergo, Monsano, Monte Roberto, Morro d'Alba, Numana, Offagna, Polverigi, Rosora, San Marcello, San Paolo di Jesi, Santa Maria Nuova, Sassoferrato, Serra San Quirico, Sirolo e Staffolo.
Il collegio era quindi interamente compreso nella provincia di Ancona.
Il collegio era parte del collegio plurinominale Marche - 02.

## Eletti
| Elezione | Elezione | Deputato         | Partito               |
| -------- | -------- | ---------------- | --------------------- |
|          | 2018     | Patrizia Terzoni | Movimento 5 Stelle    |
|          | 2022     | Patrizia Terzoni | Insieme per il futuro |

## Dati elettorali

### XVIII legislatura
Come previsto dalla legge elettorale, 232 deputati erano eletti con sistema a maggioranza relativa in altrettanti collegi uninominali a turno unico.
| Candidati              | Candidati                  | Voti    | %     | Liste                                | Voti    | %     |
| ---------------------- | -------------------------- | ------- | ----- | ------------------------------------ | ------- | ----- |
|                        | Patrizia Terzoni ✔️ Eletto | 52 447  | 35,24 | Movimento 5 Stelle                   | 52 447  | 35,24 |
|                        | Laura Schiavo              | 43 058  | 28,94 | Lega                                 | 23 101  | 15,52 |
| Forza Italia           | Laura Schiavo              | 43 058  | 28,94 | 12 621                               | 8,48    |       |
| Fratelli d'Italia      | Laura Schiavo              | 43 058  | 28,94 | 6 093                                | 4,09    |       |
| Noi con l'Italia - UDC | Laura Schiavo              | 43 058  | 28,94 | 1 243                                | 0,84    |       |
|                        | Emanuele Lodolini          | 41 166  | 27,66 | Partito Democratico                  | 35 608  | 23,93 |
| +Europa                | Emanuele Lodolini          | 41 166  | 27,66 | 3 782                                | 2,54    |       |
| Italia Europa Insieme  | Emanuele Lodolini          | 41 166  | 27,66 | 1 192                                | 0,80    |       |
| Civica Popolare        | Emanuele Lodolini          | 41 166  | 27,66 | 584                                  | 0,39    |       |
|                        | Piergiovanni Alleva        | 5 658   | 3,80  | Liberi e Uguali                      | 5 658   | 3,80  |
|                        | Valeria Carnevali          | 2 264   | 1,52  | Potere al Popolo!                    | 2 264   | 1,52  |
|                        | Raffaele Timperi           | 1 422   | 0,96  | Partito Comunista                    | 1 422   | 0,96  |
|                        | Ombretta Schiarini         | 1 359   | 0,91  | Il Popolo della Famiglia             | 1 359   | 0,91  |
|                        | Emanuele Mazzieri          | 1 275   | 0,86  | CasaPound                            | 1 275   | 0,86  |
|                        | Danilo Vecchio             | 158     | 0,11  | Lista del Popolo per la Costituzione | 158     | 0,11  |
| Totale                 | Totale                     | 148 807 | 100   |                                      | 148 807 | 100   |
|                        |                            |         |       |                                      |         |       |
| Voti non validi        | Voti non validi            | 3 792   | 2,48  |                                      |         |       |
| Votanti                | Votanti                    | 152 599 | 76,46 |                                      |         |       |
| Elettori               | Elettori                   | 199 570 |       |                                      |         |       |